# Шлепецький Андрій Степанович
Шлепецький Андрій Степанович (29.01.1930, Великий Буковець, Чехословаччина — 28.01.1993, Пряшів, Словаччина) — історик літератури, філолог, викладач Пряшівського університету, за походженням — пряшівський русин. ПлемінникІвана Шлепецького.
Вищу освіту здобув у Празькому університеті, більшу частину життя працював у Пряшівському університеті на кафедрі російської мови та літератури. Автор низки робіт присвячених громадським та літературним діячам Закарпаття, а також критичних праць по російській літературі. Писав українською, словацькою та російською мовами.

## Твори
- Закарпатські будите лі і наша сучасність
- Александр Павлович. Избранные произведения (вступление)
- Пряшевцы в Америке // Пряшевщина, историко-литературный сборник, 1948
- Шлепецкий, Андрей. «Иван Сергеевич Тургенев и Прикарпатье.» In: Turgenevovsky zbornik[2]
- Славянскы просвітителі и Карпаты//Календарь Лемко-Союза, 1964